# Veinticuatro de Mayo
Veinticuatro de Mayo est un canton de l'Équateur, situé dans la province de Manabí.
Sa capitale est la ville de Sucre.
Au recensement de 2011, le canton totalisait 28 294 habitants pour une superficie de 524 km2.